# Mezőrücs
Mezőrücs (románul: Râciu) falu Maros megyében, Erdélyben, Romániában, Mezőrücs község központja. A községet 15 falu alkotja, így egyike a megye legnagyobb községeinek.

## Fekvése
Marosvásárhelytől 25 km-re északnyugatra fekszik, a DN 15E főúton, a Mezőség délkeleti készén, a Komlód völgyében.

## Története
Nevét 1305-ben (Terra dou Ryvch) néven említették először, mint Kodori Márton fia János és testvéreinek földjét.
Későbbi névváltozatai: 1429-ben pr. Rywch.
1481-ben a fennmaradt oklevelek szerint Rych-ön a Somkeréki Erdélyiek voltak a részbirtokosok.
1482-ben Mátyás király parancsára Báthori Istvánt, adomány címén vezették be Rych birtokába. 1483-ban már a Meggyesfalviak is részbirtokosai voltak.
Egy 1492.VI.7.-én kelt oklevél szerint Rewch-t Somkeréki Erdélyi János átengedte Szentiványi Székely  Miklósnak (2793).
1525-ben p. Ryew (!) néven mint Gernyeszeg tartozékát említették. Ekkor birtokosai az Alárdfi, Meggyes, Báthori, Futaki Nagy, Barcsai, Csapi, Betleni családok voltak.
1639-ben I. Rákóczi György birtoka volt.
1910-ben 1553 lakosa volt, ebből 1295 román, 165 magyar, 93 roma.